# Ceriagrion varians
Ceriagrion varians е вид водно конче от семейство Coenagrionidae. Видът не е застрашен от изчезване.

## Разпространение
Разпространен е в Ангола, Бурунди, Гвинея, Гвинея-Бисау, Демократична република Конго, Замбия, Камерун, Кения, Малави, Нигерия, Танзания и Уганда.